# KBNNO
O KBNNO ((1-x)KNbO3-xBaNi1/2Nb1/2O3-δ) é um tipo de cristal pertencente ao grupo das perovskitas, que vem sendo estudado pelo sua capacidade de conversão de diferentes tipos de energia em eletricidade.
Foi descoberta por pesquisadores finlandeses da Universidade de Oulu, num estudo publicado no jornal Applied Physics Letters.